# Franjo Rački
Franjo Rački (25 de noviembre de 1828 – 13 de febrero de 1894) fue un historiador, político y escritor croata. Compiló importantes colecciones de antiguos documentos diplomáticos e históricos croatas, escribió trabajos históricos pioneros y fue un fundador clave de la Academia Yugoslava de Ciencias y Artes.

## Historiador
Rački nació en Fužine, cerca de Rijeka. Completó su educación secundaria en Senj y Varaždin y se graduó en teología en Senj, donde fue ordenado sacerdote católico por el obispo Ožegović en 1852. Rački recibió su doctorado en teología en Viena en 1855.
Su carrera como historiador empezó apenas comenzó a trabajar como profesor en Senj. Hombre trabajador y lleno de patriótico fervor, Rački organizó la búsqueda de documentos glagolíticos en las islas de Kvarner. A menudo iba al pueblo de Baška en Krk, ubicación de la famosa tablilla de Baška . Después de analizar la tablilla durante largo tiempo, publicó Viek i djelovanje sv. Cirilla i Methoda slavjamkih apošlolov (La Edad y Actividades de Santos Cirilo y Metodo, Apóstoles entre los eslavos).
Se trasladó de Senj a Roma en 1857. Allí trabajó en el Instituto croata de San Jerónimo durante tres años, en circunstancias difíciles. Visitó archivos romanos en búsqueda de documentos sobre la historia croata. También realizó cursos en paleografía y ciencias históricas relacionadas.
En Roma encuentro muchos documentos sobre los Bogomilos, recogidos por la Iglesia católica durante la lucha medieval contra aquella herejía. Quince años más tarde, Rački publicaría Bogomili i Patareni, un hito investigador sobre la Iglesia Bosni. En el libro, Rački planteó la "hipótesis bogomila", sosteniendo que la iglesia bosnia medieval fue influida por las enseñanzas dualísticas de la herejía proveniente de Bulgaria el siglo IX. Aunque polémica e intrigante, aquella teoría dominó la investigación durante la mayoría de los siglos XIX y XX, pero sus premisas generales han sido mayoritariamente rechazadas por la historiografía moderna.
A pesar de que Rački es más importante como promotor de la cultura que como historiador, sus trabajos históricos originales son importantes por su naturaleza pionera y riqueza de información. Aparte del mencionado Bogomili i patareni, fue autor dePovjesnik Ivan Lučić (El historiador Joannes Lucius), Nutarnje stanje Hrvatske prije XII. stoljećUn (La organización Interna de Croacia antes del siglo XII), Stari grb bosanski (El antiguo escudo de armas bosnio), Povelje bosanskog kralja Tvrtka (Documentos del rey bosnio Tvrtko). El pináculo de su trabajo científico es el monumental Documenta historiae Croaticae periodum antiaquam illustrantia.

## La Academia

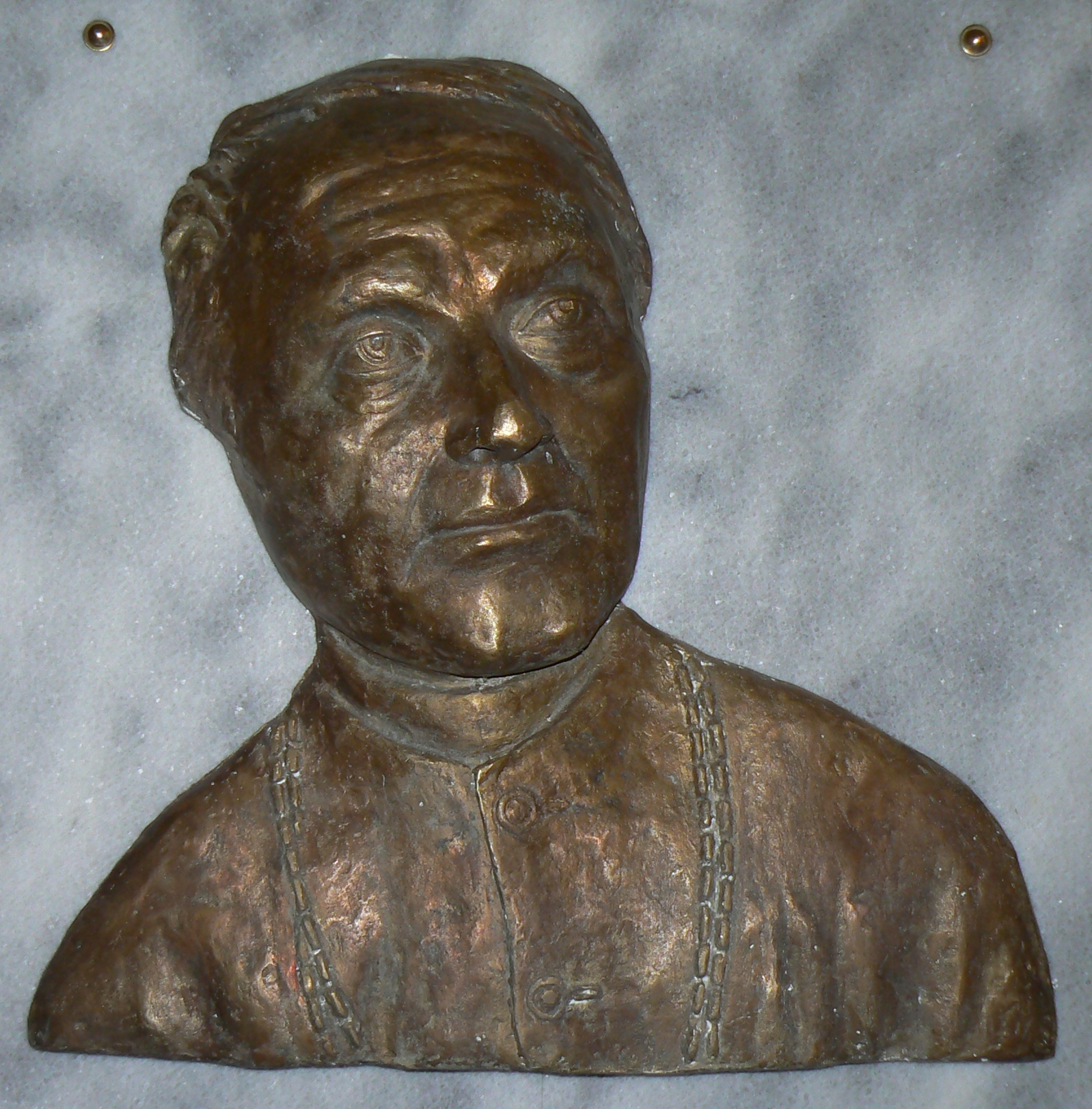
Bajorrelieve de Franjo Rački

FundóKnjiževnik, la primera revista científica croata sobre historia y lingüística, y Obzor y Vijenac, revistas muy influyentes sobre cultura y política. Fue un fundador clave de la Academia de yugoslavo de Ciencias y Artes y contribuyó a la expansión de la Universidad de Zagreb. Rački fundó la mayoría de publicaciones de la Academia, los cuales se publican hasta hoy: Rad, Starine, y el Codex diplomaticus Regni Croatiae, Dalmatiae et Slavoniae, un monumento excepcional sobre historia legal. Fundó la biblioteca de la Academia, que incluye su archivo y diccionario. Sus actividades determinaron el trabajo de la Academia por varias décadas, especialmente en sus aspectos culturales y sociales.

## Político
En 1861, como el representante de la iglesia de Senj, se convirtió en un miembro del Parlamento croata. Junto con Ante Starčević, Rački era el único hijo de campesinos en el parlamento.
Rački fue un escritor político prolífico. Escribió sobre todos los temas croatas de su tiempo. Promovió la unión de Dalmatia con la Croacia regida por la ban,  escribió disertaciones sobre la naturaleza croata de Srijem y Rijeka y analizó las relaciones entre Croacia y Hungría, luchando contra el expansionismo húngaro. Junto con el obispo Josip Juraj Strossmayer, Rački fue un partidario de la idea de Yugoslavia. Ellos ambos promovieron la unidad cultural y política del eslavos del sur.
Murió en Zagreb.